# Seriemanus
| Seriemanus |
| --- |
| Pierre Christin, medskapare till Linda och Valentin, är en av Frankrikes mer erfarna producenter av seriemanus. - Betydelse – texten som tecknandet av en tecknad serie utgår ifrån - Format – med (bildmanus) eller utan (textmanus) förklarande skisser - Liknande begrepp – synopsis (tidigare i processen), storyboard (filmterm som liknar bildmanus) |

Seriemanus, alternativt seriemanuskript, är den text som är utgångspunkten för tecknandet av en tecknad serie. Den kan utformas i text endast eller som en kombination av text och bild (bildmanus). Ett seriemanus föregås oftast av ett synopsis och följs av tecknarens olika skisser av de olika seriesidorna.

## Varianter och arbetsprocess
Den föregås i regel av ett synopsis, där historien presenteras i stora drag.
Seriemanuset kan presenteras på flera olika sätt. Ibland framläggs manuset helt i form av text, med dialogtext, förklarande texter och skrivna instruktioner till tecknaren om hur serien bör utformas grafiskt.
Manusförfattare som även är teckningskunniga kan tillverka ett bildmanus där scenerna presenteras i bild, tillsammans med dialogtext och förklarande texter. Detta förbereder serietecknarens sidskisser och blyertsskissning av de slutliga serierutorna. Ett bildmanus fyller samma funktion i skaparprocessen som storyboard gör vid inspelningen av en film.
Uppdelningen mellan författandet och tecknandet av en tecknade serie kan ske på olika sätt, beroende på tradition och typ av samarbete mellan manusförfattare och tecknare. En del serieskapare tecknar serien efter sin egen historia. Längst i uppdelning av skaparprocessen görs inom de största amerikanska serietidningsförlagen, där olika personer kan skapa idén, skriva manuset, sköta blyertstecknandet, tuschandet, textningen respektive färgläggningen.